# Капан (филм)
„Капан“ (на английски: The Wicker Man) е филм на ужасите от 2006 г. по сценарий и режисура на Нийл ЛаБут, римейк на британския филм „Плетеният човек“ (1973) и е базиран на книгата „Ритуал“, написана от Дейвид Пинър. Във филма участват Никълъс Кейдж, Елън Бърстин, Кейт Биан, Франсис Конрой, Моли Паркър, Лили Собиески и Даян Делано.